# Indice di sviluppo umano
| 0,800–1,000 (Molto Alto) 0,700–0,799 (Alto) 0,550–0,699 (Medio) | 0,350–0,549 (Basso) dati non disponibili |

| ≥ 0,900 0,850–0,899 0,800–0,849 0,750–0,799 0,700–0,749 | 0,650–0,699 0,600–0,649 0,550–0,599 0,500–0,549 0,450–0,499 | 0,400–0,449 ≤ 0,399 Dati non disponibili |

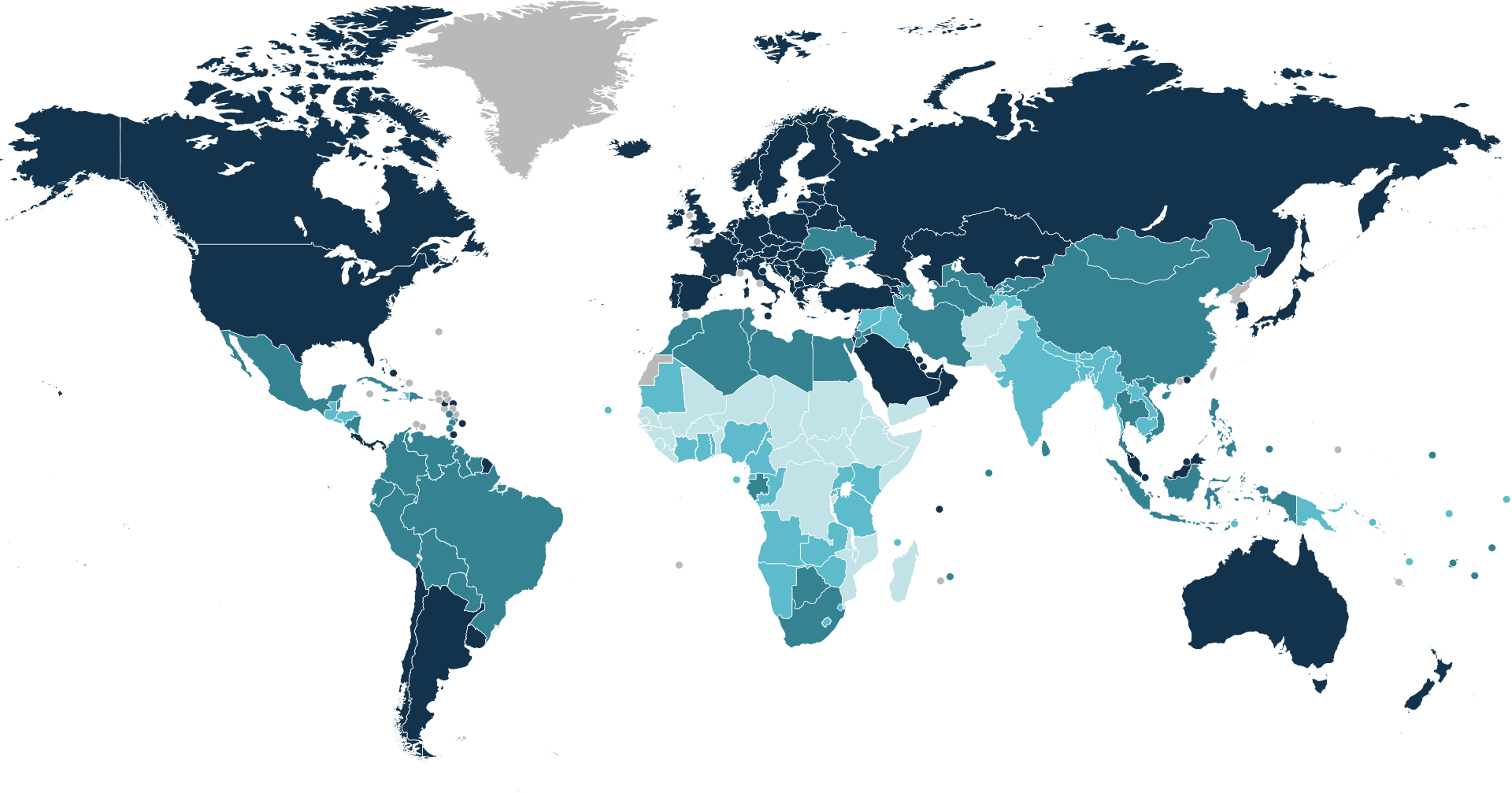
Mappa dell'indice di sviluppo umano di diversi paesi secondo l'UNDP (basato sui dati del 2023, pubblicato nel 2025).

Mappa dell'indice di sviluppo umano per decili (Rapporto 2025, basato su dati 2023)

L'indice di sviluppo umano (in inglese Human Development Index, HDI) è un indicatore di sviluppo macroeconomico elaborato nel 1990 dall'economista pakistano Mahbub ul Haq, seguito inizialmente anche dall'economista indiano Amartya Sen. È stato utilizzato, accanto al PIL (prodotto interno lordo), dall'Organizzazione delle Nazioni Unite a partire dal 1993 per valutare la qualità della vita dei membri di un paese.
In precedenza, veniva utilizzato soltanto il PIL, indicatore di sviluppo macroeconomico che rappresenta il valore monetario dei beni e dei servizi prodotti in un anno in una nazione e che si basa quindi esclusivamente sulla crescita e non tiene conto del capitale (soprattutto naturale) che viene perso nei processi di crescita. Questi parametri misurano solo il valore economico totale e una distribuzione media del reddito. In pratica, un cittadino molto ricco controbilancia con la sua ricchezza un gran numero di poveri, falsando in tal modo il livello di vita complessivo.
Si cercò quindi, attraverso l'indice di sviluppo umano, di tener conto di differenti fattori, oltre al PIL procapite, che non potevano essere detenuti in modo massiccio da pochi individui, come l'alfabetizzazione e la speranza di vita, ottenendo in questo modo un indice multidimensionale. La scala dell'indice è in millesimi decrescente da 1 a 0 e si suddivide, in base ai quartili (dal 2010), in quattro gruppi: paesi a sviluppo umano molto alto, paesi ad alto sviluppo umano, paesi a medio sviluppo e paesi a basso sviluppo umano.
Nel 2020 è stato aggiunto all'Indice, in via sperimentale, un indice di pressione ambientale P (PHDI, Planetary pressures-adjusted).

## Storia
L'origine dell'indice di sviluppo umano HDI è dovuta al rapporto originale dell'ONU pubblicato annualmente, Human Development Reports, stilato dall'ufficio preposto, lo Human Development Report Office, per il programma delle Nazioni Unite per lo sviluppo (UNDP). Essi furono pensati e creati nel 1990 dall'economista pakistano Mahbub ul Haq, con lo scopo esplicito di "spostare il focus dello sviluppo economico del PIL alle politiche di sviluppo incentrate sulla persona". Per stilare il rapporto, Mahbub ul Haq formò un gruppo di economisti tra i quali Paul Streeten, Frances Stewart, Gustav Ranis, Keith Griffin, Sudhir Anand, e Meghnad Desai. Haq era mosso dalla convinzione che per avere un'idea veritiera del benessere di un popolo bisognasse valutare non solo lo sviluppo economico ma anche lo sviluppo delle persone.

## Concetto di sviluppo umano
A partire dal 2010, l'indice di sviluppo umano è definito come la media geometrica di tre indici di base, legati rispettivamente alla speranza di vita, al livello di istruzione e al reddito, i quali a loro volta sono calcolati come precisato di seguito.

### Indice di aspettativa di vita
Indice di aspettativa di vita (IAV) {\displaystyle ={\frac {{\textrm {AV}}-20}{85-20}}}
dove:
AV denota l'aspettativa di vita alla nascita.

### Indice di istruzione
Indice di istruzione (II) {\displaystyle ={\frac {{\textrm {IAMI}}+{\textrm {IAPI}}}{2}}}
Indice anni medi di istruzione (IAMI) {\displaystyle ={\frac {\textrm {AMI}}{15}}}
Indice anni previsti di istruzione (IAPI) {\displaystyle ={\frac {\textrm {API}}{18}}}
dove:
AMI denota gli anni medi di istruzione (anni che gli ultraventicinquenni hanno dedicato all'istruzione);

API denota gli anni previsti di istruzione (anni previsti di istruzione per gli infradiciottenni nella loro vita).

### Indice di reddito
Indice di reddito (IR) {\displaystyle ={\frac {\ln({\textrm {RNLpc}})-\ln(100)}{\ln(75000)-\ln(100)}}}
dove:
RLNpc denota il reddito nazionale lordo pro capite, corretto in termini di parità di potere d'acquisto ed espresso per convenzione in dollari statunitensi;

{\displaystyle \ln(x)} denota il logaritmo naturale del numero reale positivo {\displaystyle x}.

### Indice di sviluppo umano
L'indice di sviluppo umano è la media geometrica dei tre indici precedenti.
Indice di sviluppo umano (ISU) {\displaystyle ={\sqrt[{3}]{{\textrm {IAV}}\cdot {\textrm {II}}\cdot {\textrm {IR}}}}.}

### Definizione in uso sino al 2009
Sino al rapporto del 2009, l'indice di sviluppo umano era definito come la media aritmetica dei tre indici seguenti:
- indice di aspettativa di vita = {\displaystyle {\frac {AV-25}{85-25}}}
- indice di educazione = {\displaystyle {\frac {2}{3}}\times LIA+{\frac {1}{3}}\times ILI}
  - livello di istruzione degli adulti (LIA) = {\displaystyle {\frac {TIA-0}{100-0}}}
  - indice lordo di iscrizioni scolastiche (ILI) = {\displaystyle {\frac {TCLI-0}{100-0}}}
- indice PIL procapite = {\displaystyle {\frac {\ln(PILpc)-\ln(100)}{\ln(40000)-\ln(100)}}}

AV: Aspettativa di Vita

TIA: tasso di istruzione degli adulti

TCLI: tasso combinato lordo di iscrizioni scolastiche

PILpc: PIL procapite a PPA in USD

## Classificazione
Dal Rapporto 2010 i paesi sono suddivisi in quattro gruppi in base al quartile in cui rientrano:
- primo 25% dei paesi: paesi a sviluppo umano molto alto
- dal 25% al 50% dei paesi: paesi ad alto sviluppo umano
- dal 50% al 75% dei paesi:  paesi a medio sviluppo umano
- ultimo 25% dei paesi: paesi a basso sviluppo umano

Fino al 2009 la classificazione avveniva fissando dei valori per le varie fasce:
- indice sopra 0,9: paesi a sviluppo umano molto alto
- indice tra 0,8 e 0,9: paesi ad alto sviluppo umano
- indice tra 0,5 e 0,8: paesi a medio sviluppo umano
- indice sotto 0,5: paesi a basso sviluppo umano

## I paesi al primo posto nei vari anni
L'indice ufficiale ONU nella sua prima edizione risale al 1991 su dati 1990 (Tra parentesi l'anno di pubblicazione).
- 2023 (2025):  Islanda
- 2022 (2024):  Svizzera
- 2021 (2022):  Svizzera
- 2019 (2020):  Norvegia
- 2018 (2019):  Norvegia
- 2017 (2018):  Norvegia
- 2015 (2016):  Norvegia
- 2014 (2015):  Norvegia
- 2013 (2014):  Norvegia
- 2012 (2013):  Norvegia
- 2011 (2011):  Norvegia
- 2010 (2010):  Norvegia
- 2007 (2009):  Norvegia
- 2006 (2008):  Islanda
- 2005 (2007):  Islanda
- 2004 (2006):  Norvegia
- 2003 (2005):  Norvegia
- 2002 (2004):  Norvegia
- 2001 (2003):  Norvegia
- 2000 (2002):  Norvegia
- 1999 (2001):  Norvegia
- 1998 (2000):  Canada
- 1997 (1999):  Canada
- 1995 (1998):  Canada
- 1994 (1997):  Canada
- 1993 (1996):  Canada
- 1992 (1995):  Canada
- 1994 (1994):  Canada
- 1993 (1993):  Giappone
- 1990 (1992):  Canada
- 1990 (1991):  Giappone (prima pubblicazione ONU)
- 1989 -  Canada
- 1988 -  Giappone
- 1987 -  Canada
- 1986 -  Australia
- 1985 -  Svezia
- 1984 -  Giappone
- 1983 -  Nuova Zelanda
- 1982 -  Canada
- 1981 -  Australia
- 1980 -  Giappone
- 1979 -  Giappone
- 1978 -  Belgio
- 1977 -  Finlandia
- 1976 -  Irlanda
- 1975 -  Norvegia
- 1974 -  Australia
- 1973 -  Norvegia
- 1972 -  Canada
- 1971 -  Giappone
- 1970 -  Islanda
- 1969 -  Nuova Zelanda
- 1968 -  Australia
- 1967 -  Canada
- 1966 -  Canada
- 1965 -  Norvegia
- 1964 -  Giappone
- 1963 -  Australia
- 1962 -  Norvegia
- 1961 -  Nuova Zelanda
- 1960 -  Norvegia
- 1959 -  Canada
- 1958 -  Giappone
- 1957 -  Giappone
- 1956 -  Australia
- 1955 -  Giappone
- 1954 -  Australia
- 1953 -  Norvegia
- 1952 -  Finlandia
- 1951 -  Australia
- 1950 -  Islanda
- 1949 -  Finlandia
- 1948 -  Islanda
- 1947 -  Australia
- 1946 -  Islanda
- 1945 -  Islanda
- 1944 -  Islanda
- 1943 -  Finlandia

## Critiche
L'indice di sviluppo umano è stato criticato sotto alcuni punti di vista. In particolare è accusato di riflettere un pregiudizio sistemico ideologico contro i modelli di sviluppo economico e sociale del mondo industrializzato. Inoltre l'ISU è criticato per il fatto di non tenere conto delle questioni ambientali e tecnologiche e del ruolo svolto dallo sviluppo civile, parlando esclusivamente dei risultati scolastici e medici dei singoli stati. Infine è accusato di avere un punto di vista poco generico, di dare troppo credito alle statistiche nazionali e di usare metri di giudizio troppo severi e condizionati dalle abitudini di pochi paesi di riferimento.